# Aylin Werner
Aylin Werner (* 1990) ist eine deutsche Theater- und Filmschauspielerin.

## Leben
Die multilinguale Werner spricht neben ihrer Muttersprache Deutsch außerdem Englisch, Türkisch, Persisch, Französisch, Italienisch und Spanisch. Sie besuchte die Freie Schauspielschule Hamburg von 2011 bis 2014 und schloss sie als staatlich anerkannte Schauspielerin mit der allgemeinen Bühnenreife ab.
Seit 2012 ist sie als Theaterschauspielerin zu sehen. Während ihres Studiums trat sie in Hamburg auf. 2014 spielte sie bei den Karl-May-Festspielen. 2016 spielte Werner die Hauptrolle im Kinofilm „Bum Buz“ in Baku, Aserbaidschan. 2019 folgte der erste deutsche Kinofilm: in „Take Over - Voll Vertauscht“ spielte sie die Rolle der Louisa Thiele. Seit 2019 gehört sie zum Ensemble des Theaters am Dom und des Theaters im Rathaus und ist im Stück Kennst du mich noch? zu sehen.
Werner war 2019 im Tatort Der Pakt zu sehen. Danach folgten Besetzungen in einzelnen Episoden der Fernsehserien Morden im Norden und Notruf Hafenkante.

## Filmografie (Auswahl)
- 2011: Zurück zur Natur (Kurzfilm)
- 2018: Bullsprit (Internetserie, 5 Episoden)
- 2019: Tatort: Der Pakt (Fernsehfilm)
- 2019: Tief unten (Kurzfilm)
- 2019, 2021: Morden im Norden (Fernsehserie)
- 2020: Notruf Hafenkante (Fernsehserie, Episode 14x24)
- 2020: Takeover – Voll Vertauscht

## Theatergrafie (Auswahl)
- 2012: Frühlings Erwachen (Theater Hamburg)
- 2013: Die Orchesterprobe (Theater Hamburg)
- 2014: Unter Geiern. Der Geist des Llano Estacado (Karl-May-Festspiele)
- 2019–2020: Kennst du mich noch? (Theater am Dom/Theater im Rathaus)